# Регіональний музей кераміки (Дерута)
Регіональний музей кераміки (італ. Museo regionale della Ceramica) — найстаріший за роком заснування музей кераміки у Італії, розташований у місті Дерута.

## Споруда
Музей розташували у історичному центрі Дерути неподалік ратуші у колишньому монастирі св. Франциска Ассізького. За припущеннями монастир заснували 1008 року і первісно він належав чернечому ордену бенедиктинців. Монастир тоді мав наву Санта Марія де Консолі. З середини 13 століття монастир перейшов до францисканців.
Наприкінці 1998 року в приміщеннях монастиря закінчили реставраційні роботи і приміщення передали під музей кераміки.

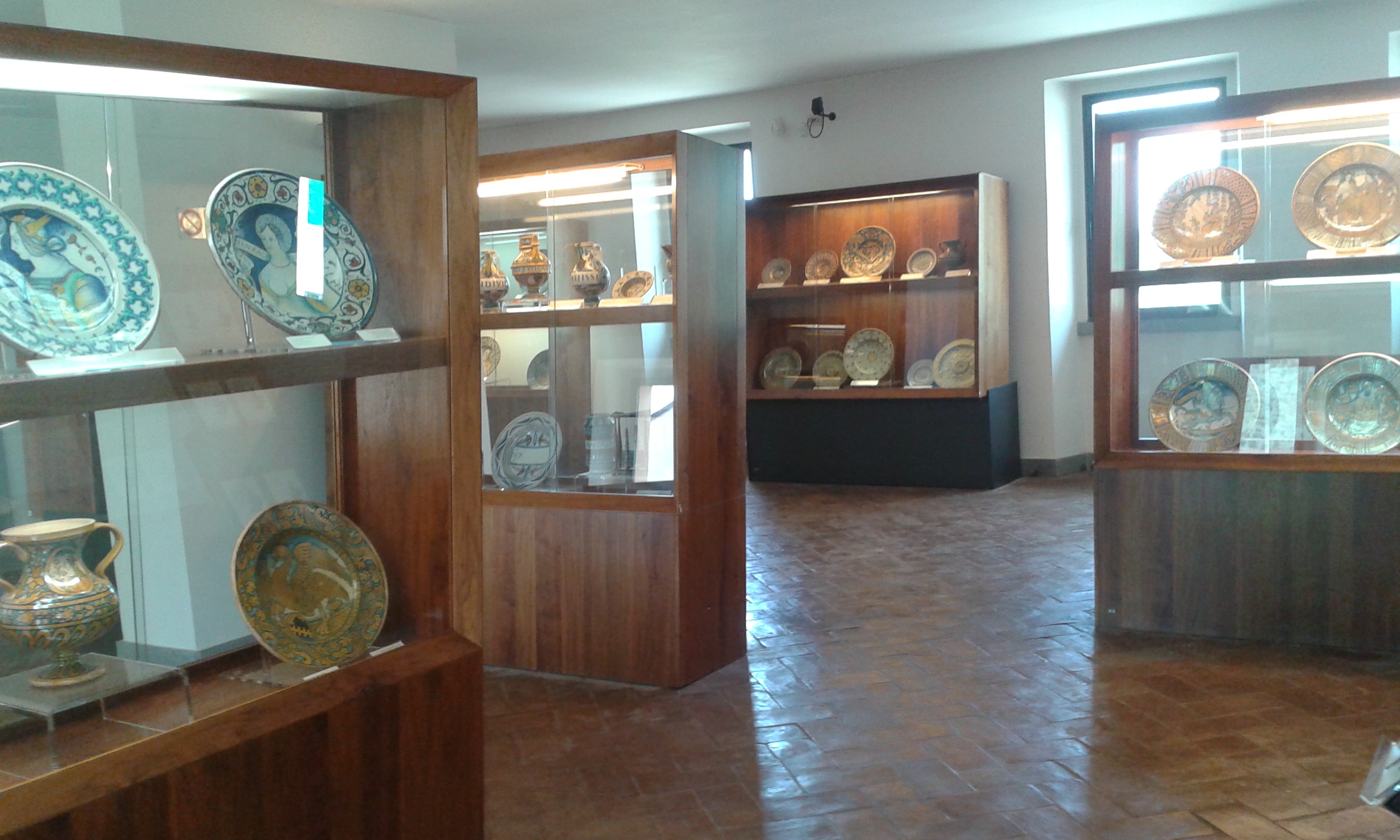
Зала з керамікою доби італійського відродження
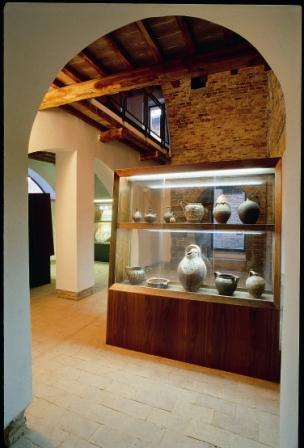
Зала теракоти
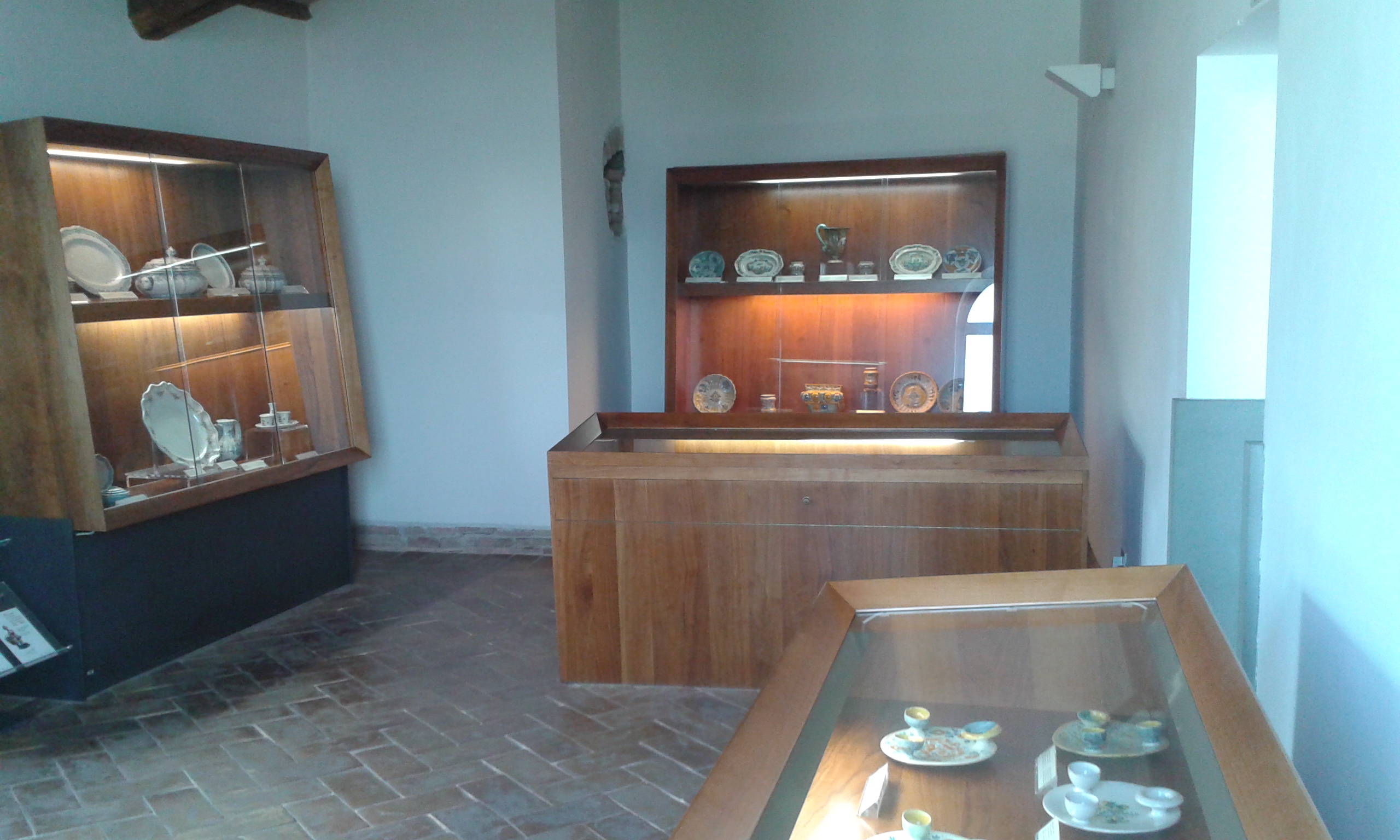
Кераміка 18 століття
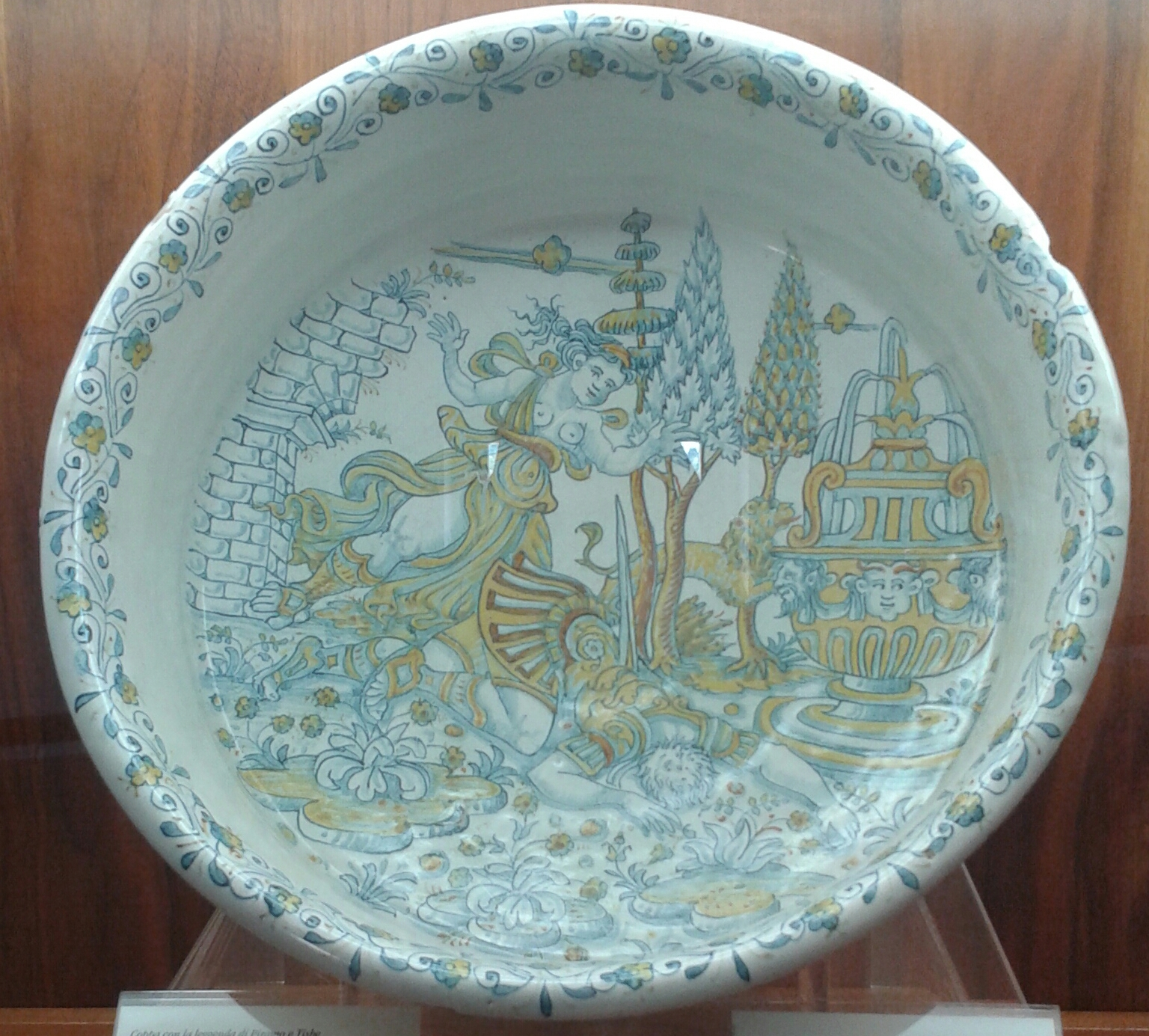
Майстерня Джакомо Манчіні, таріль «Пріам і Тісба»

## Колекції і фонди

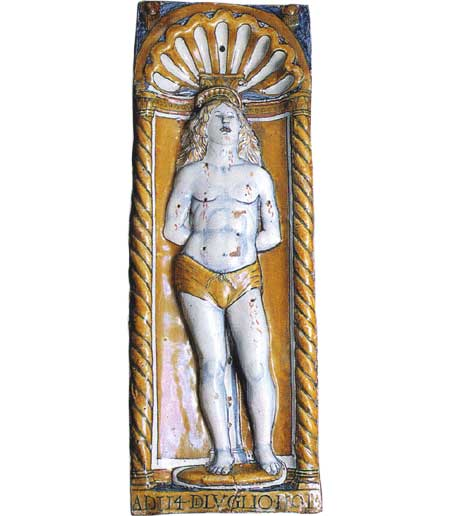
Св. Себастьян, поліхромний рельєф з Дерути, датований 1501 р. Музей Вікторії й Альберта, Лондон.

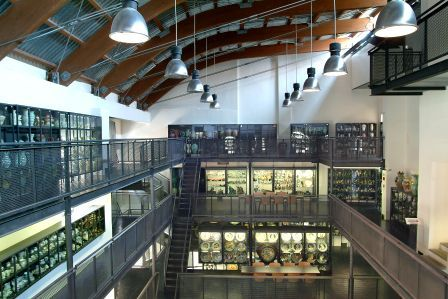
Регіональний музей кераміки, Дерута, запасники.

Вже у 17 ст., коли керамічне виробництво у місті Дерута зазнало спаду, вироби керамічних майстерень почали мати попит у колекціонерів доби бароко. Серед перших колекціонерів керамічних виробів Італії — французький багатій П'єр Кроза. В 19 столітті був заснований музей ужиткового мистецтва у Південному Кенсінгтоні, відомий нині як Музей Вікторії й Альберта. Одним з музейних відділків у ньому став відділок кераміки Італії. Це породило моду на кераміку Італії і її почали збирати різні музеї світу (Лувр, Париж, Ермітаж, Художній музей Волтерс, музей мистецтва Метрополітен тощо).
У Італії керамічними виробами майстерень Дерути зацікавився медик Мільтіад Маньїні (1883—1951). Наприкінці колекціонування його збірка нараховувала більше одної тисячі зразків з Дерути та інших керамічних центрів Італії (Губбіо, Гротальє, Латерца та інші). Коштовну колекцію кераміки Мільтіада Маньїні було придбано 1990 року за участю декількох фінансових джерел. Збірку розмістили у приміщеннях місцевої керамічної фірми Грація Дерута, котра тоді мала просвітницьку мету. В колекції переважали твори 18 століття, менше відомі, ніж керамічні вироби доби відродження. В музей перейшли також вітрини та меблі Мільтіада Маньїні для демонстрації збірок кераміки, що мають історичне значення.

## Кераміка Дерути, акварелі Альпіноло Маньїні

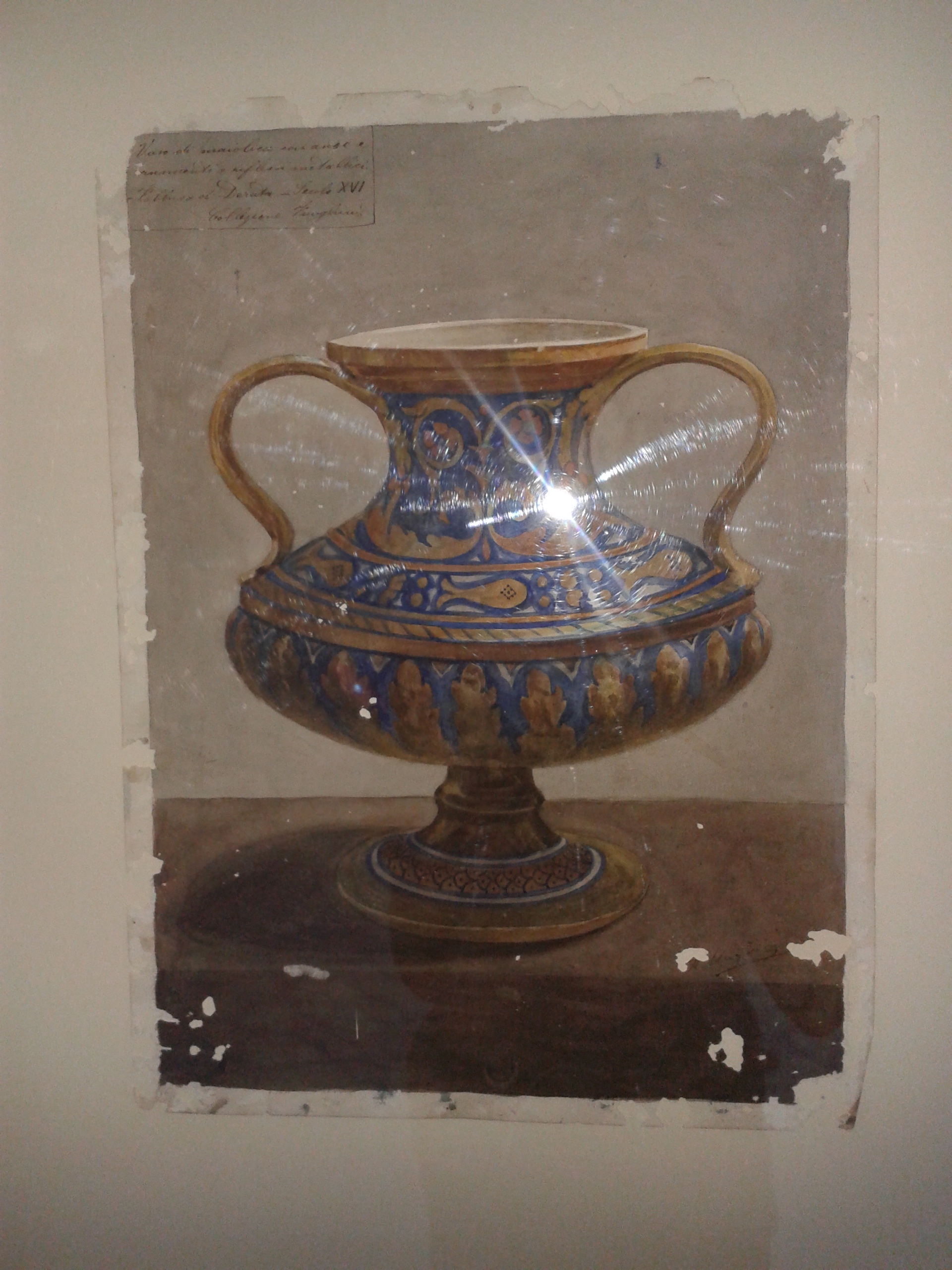
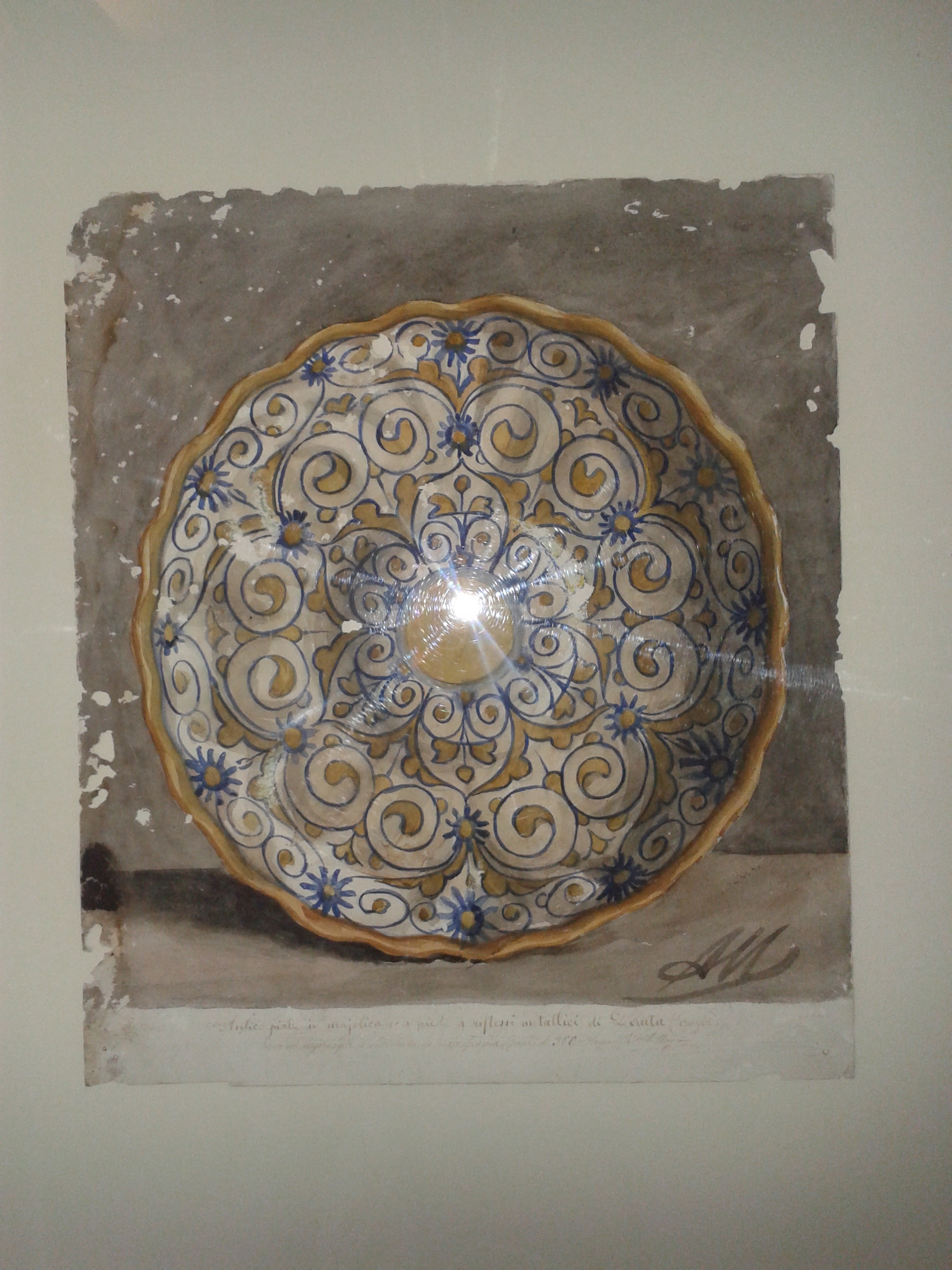
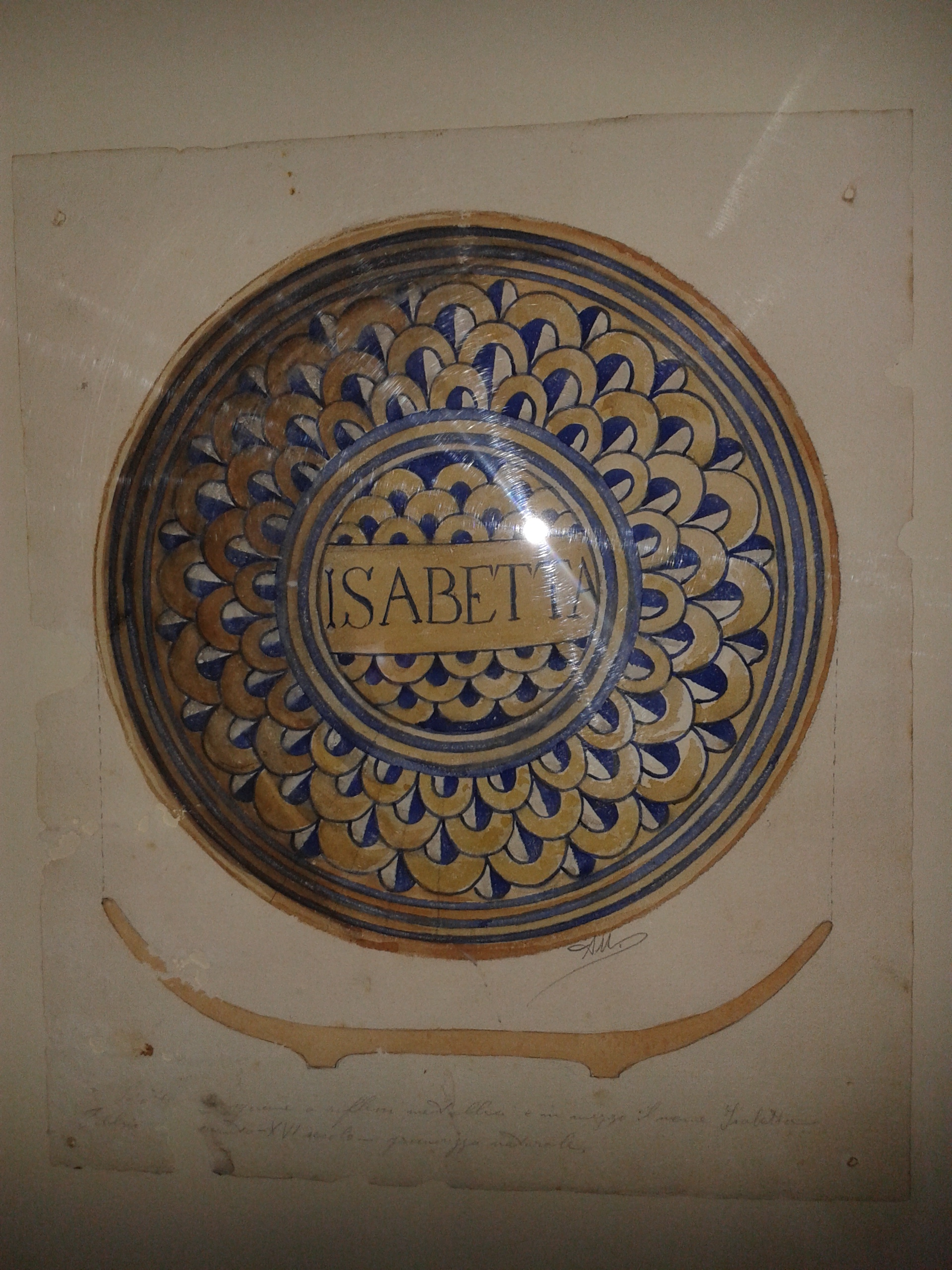
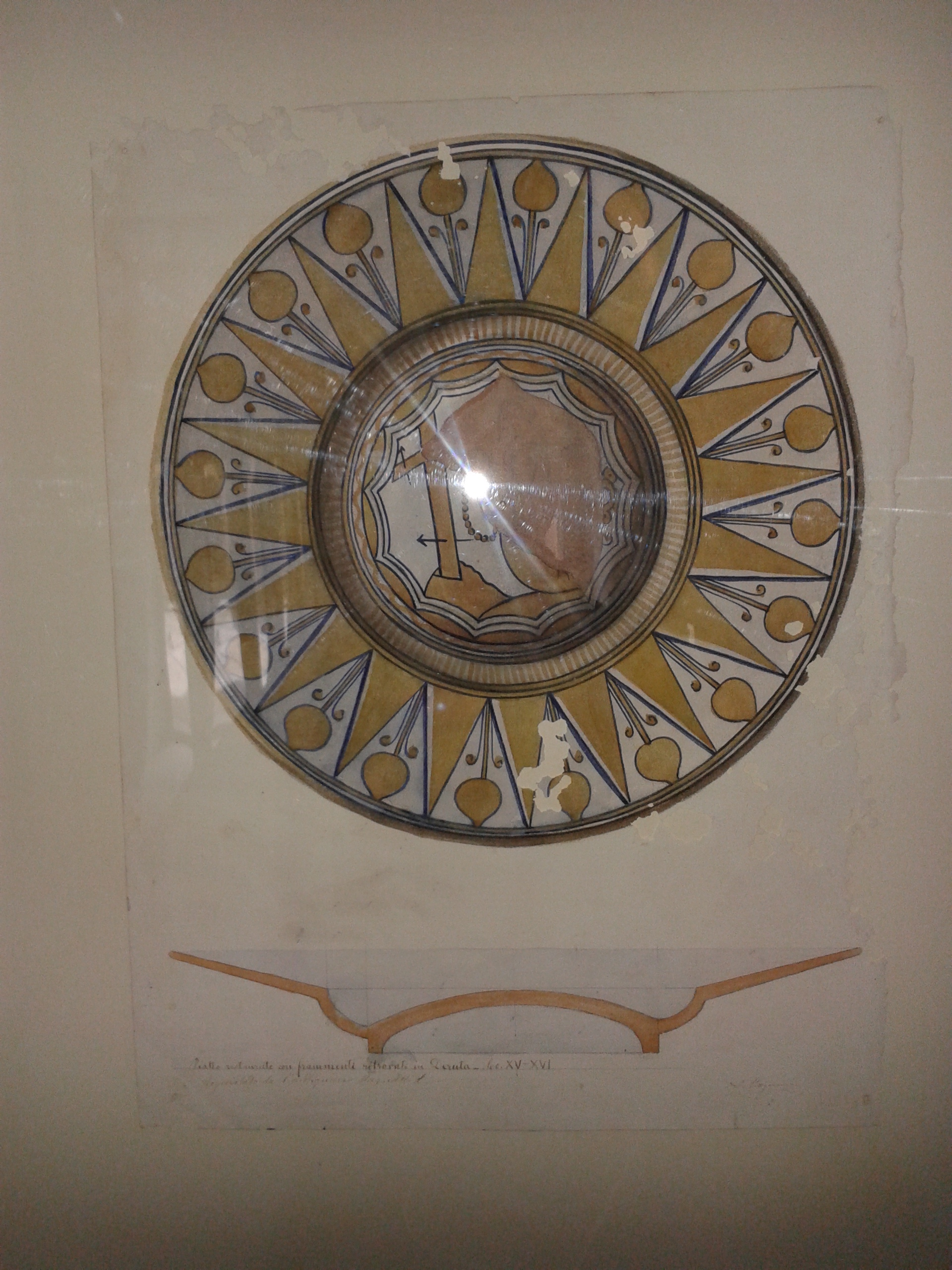
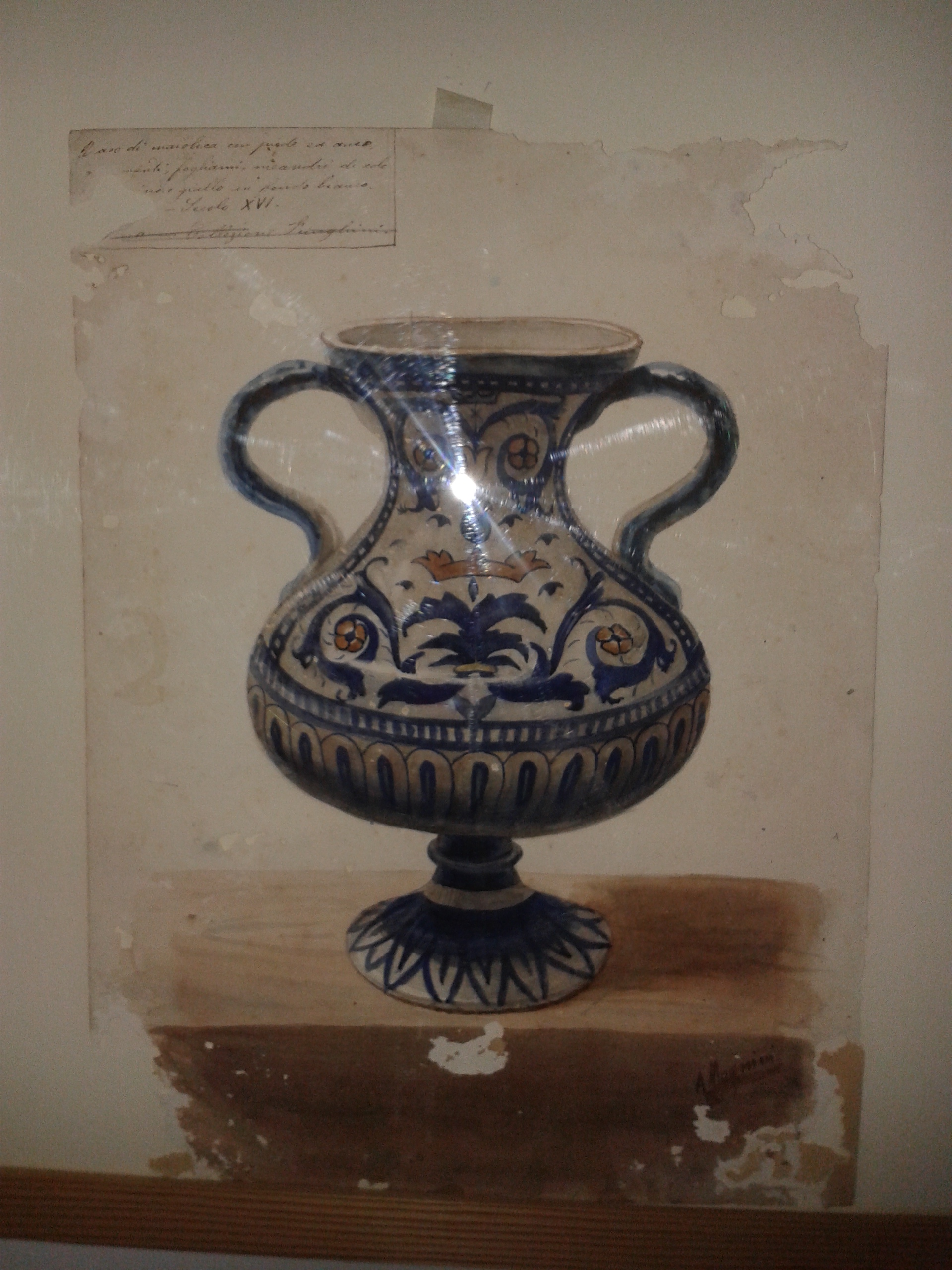

## Галерея вибраних експонатів

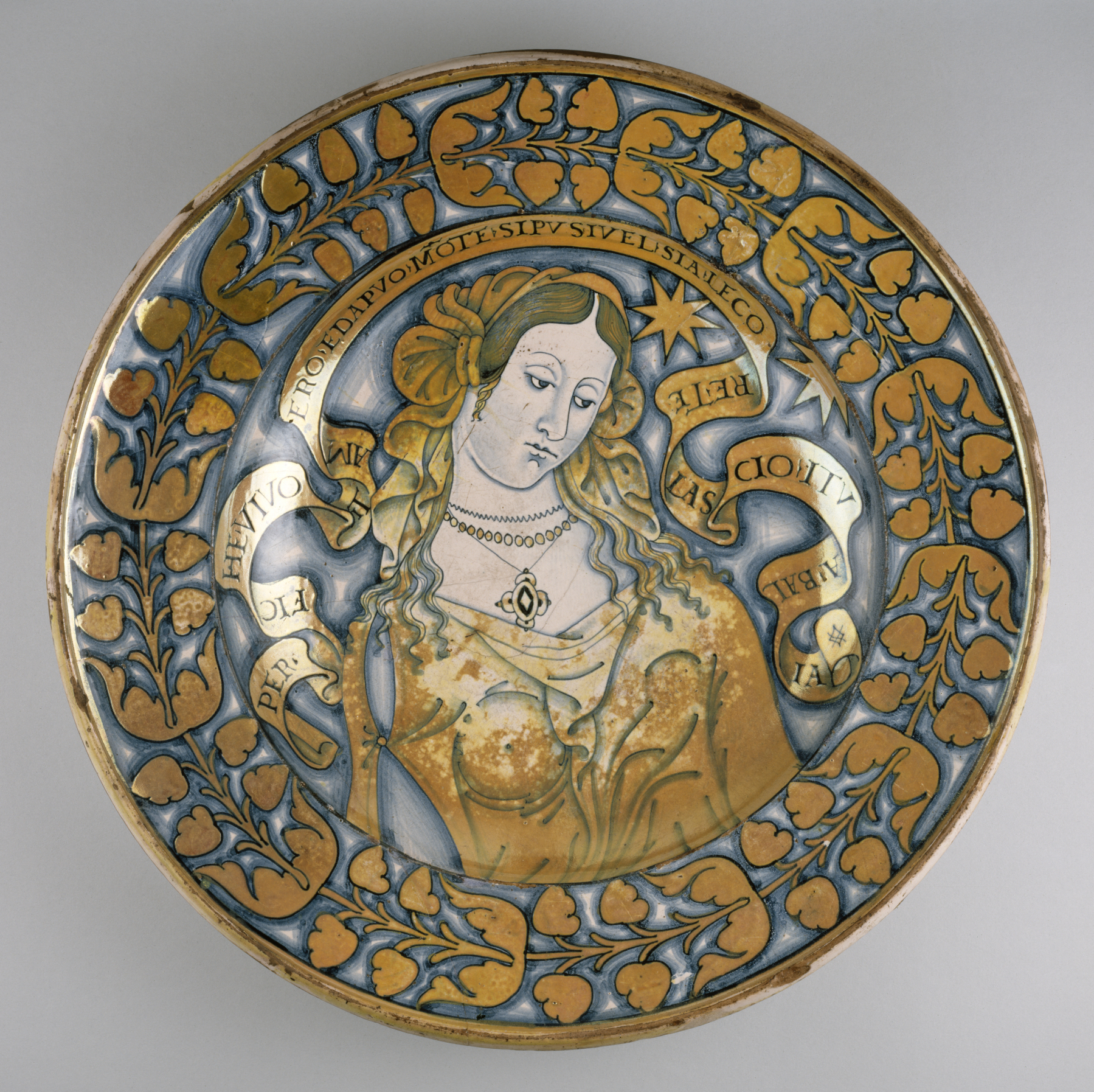
Кераміка Дерути. Таріль, розписана люстром з жіночою фігурою у центрі, до 1520 р., Художній музей Волтерс, США.

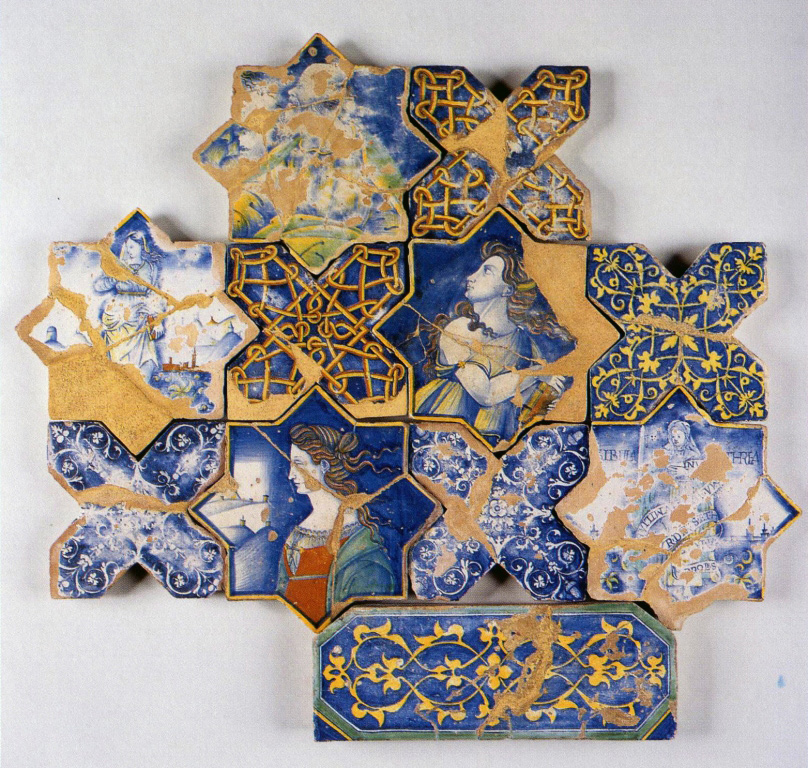
Кераміка Дерути. Залишки керамічної підлоги з місцевої церкви св. Франциска, 1524 р., кераміст Ніколо Франчіолі.

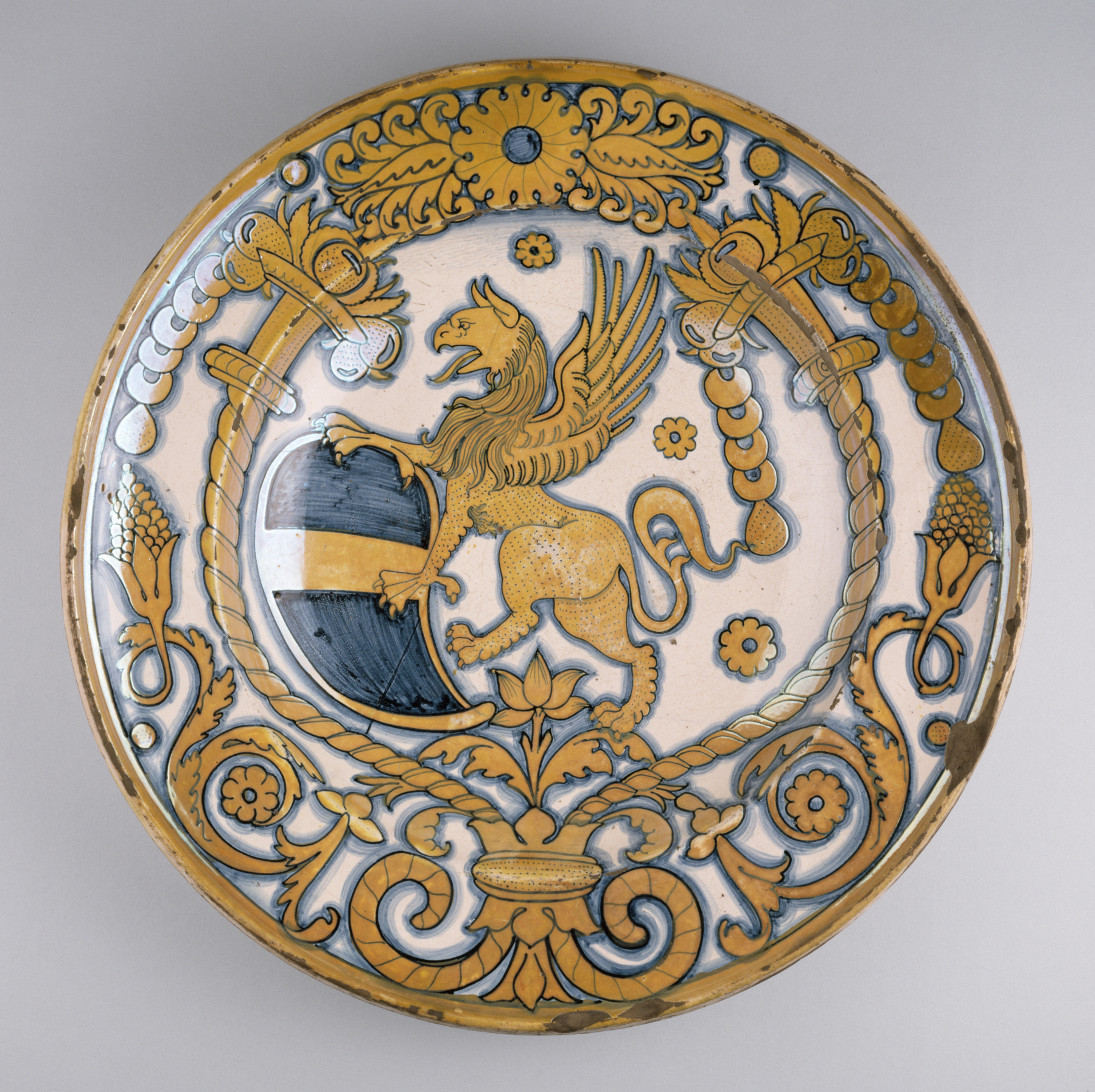
Кераміка Дерути. Таріль з гербом єпископа Бальйоні, до 1530 р. Художній музей Волтерс, США.

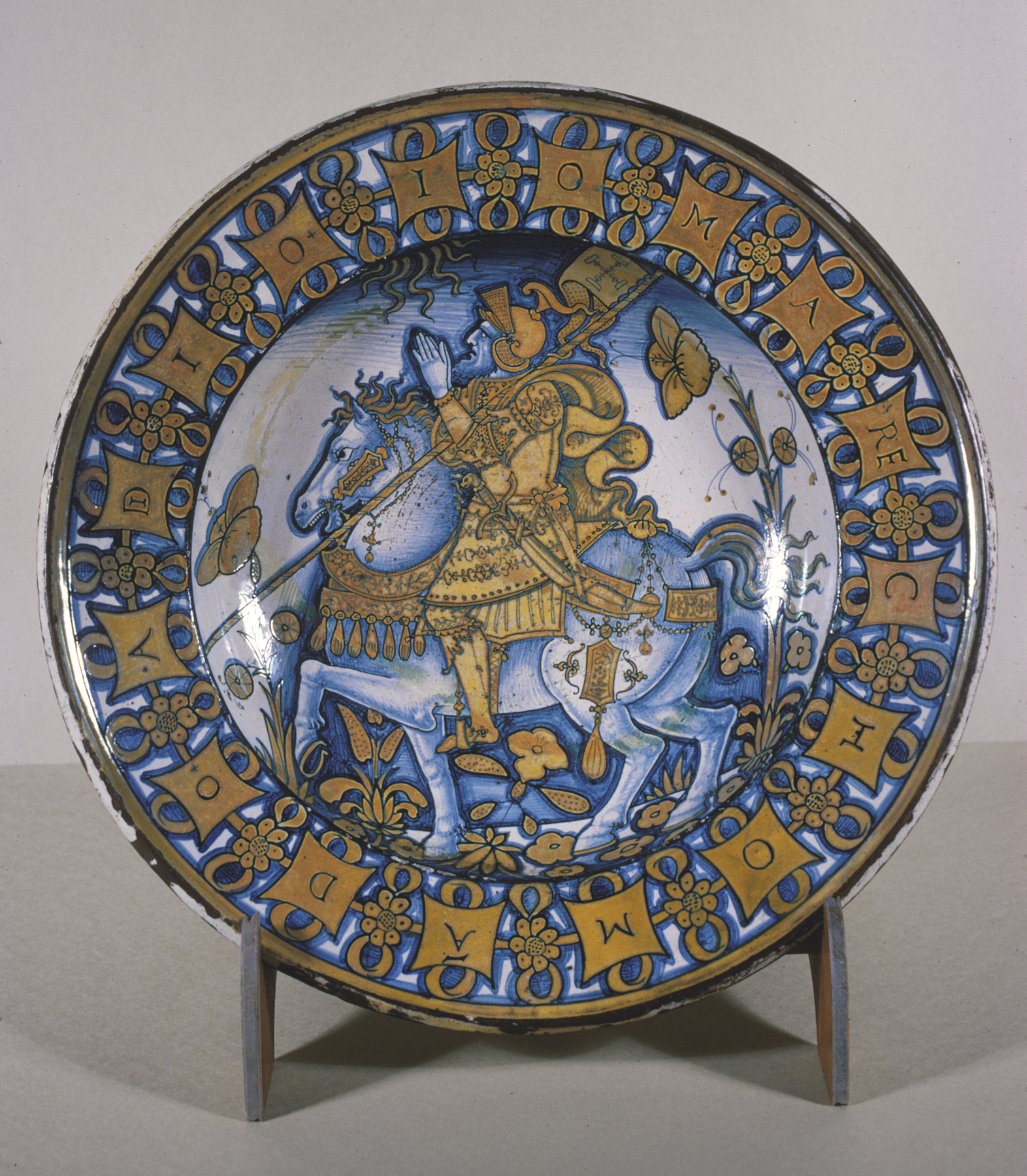
Кераміка Дерути. Майстерня Джакомо Манчіні. «Молитва імператора Костянтина», до 1545 р., Художній музей Волтерс, США.

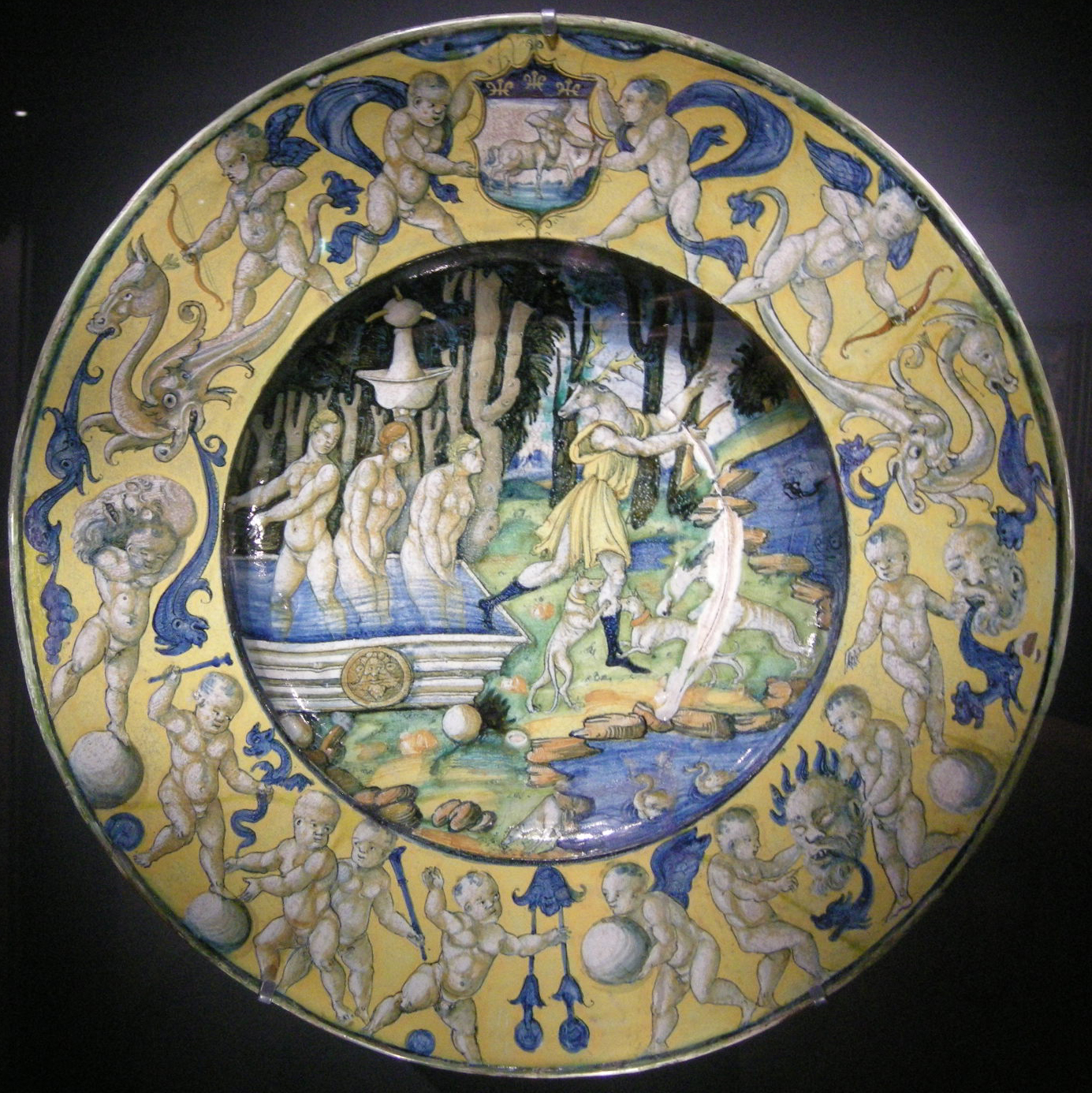
Кераміка Дерути. Таріль, 1525 р. «Купальня Діани»

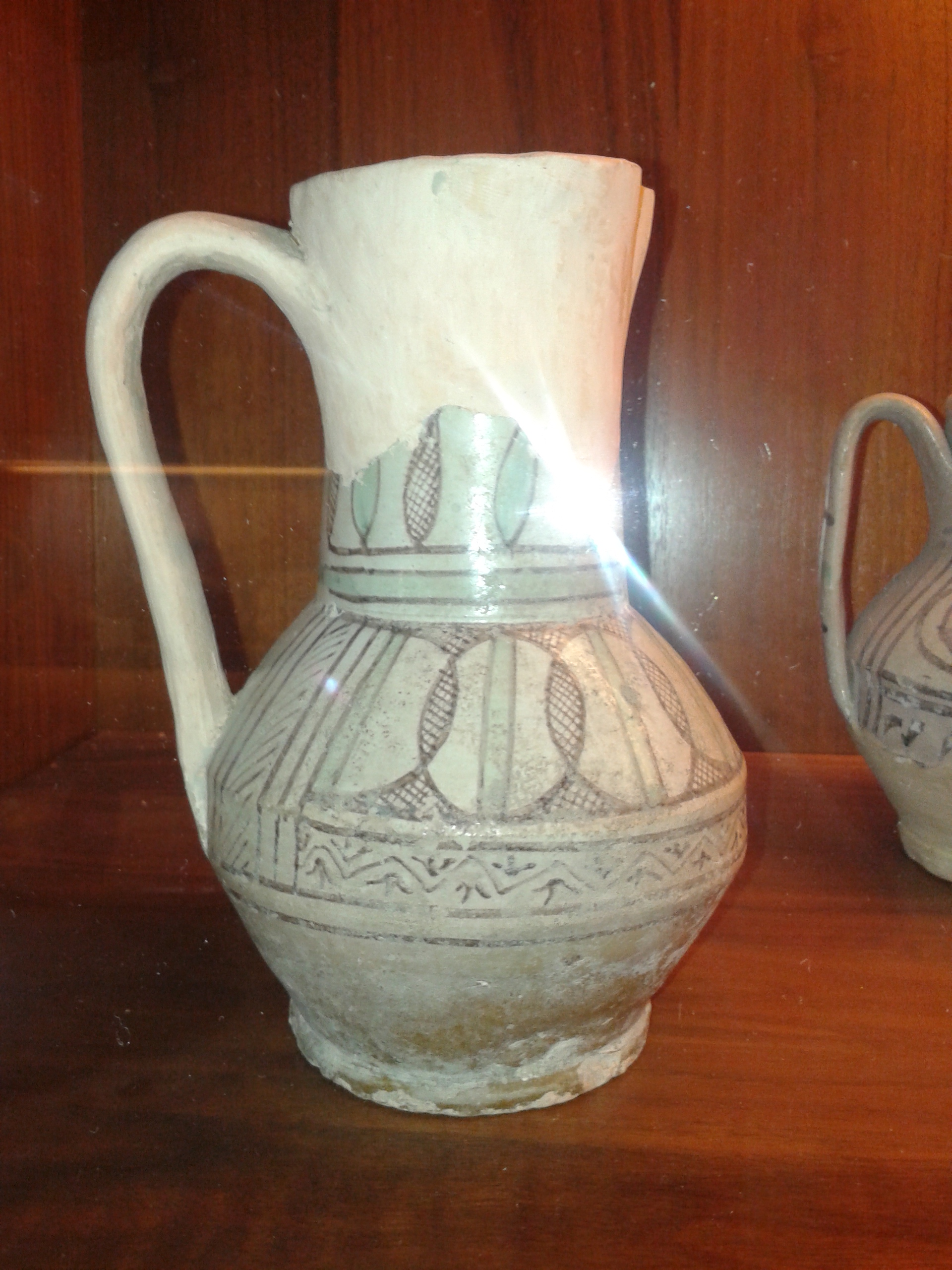
Середньовічний реставрований глек (декорд двоколірний)
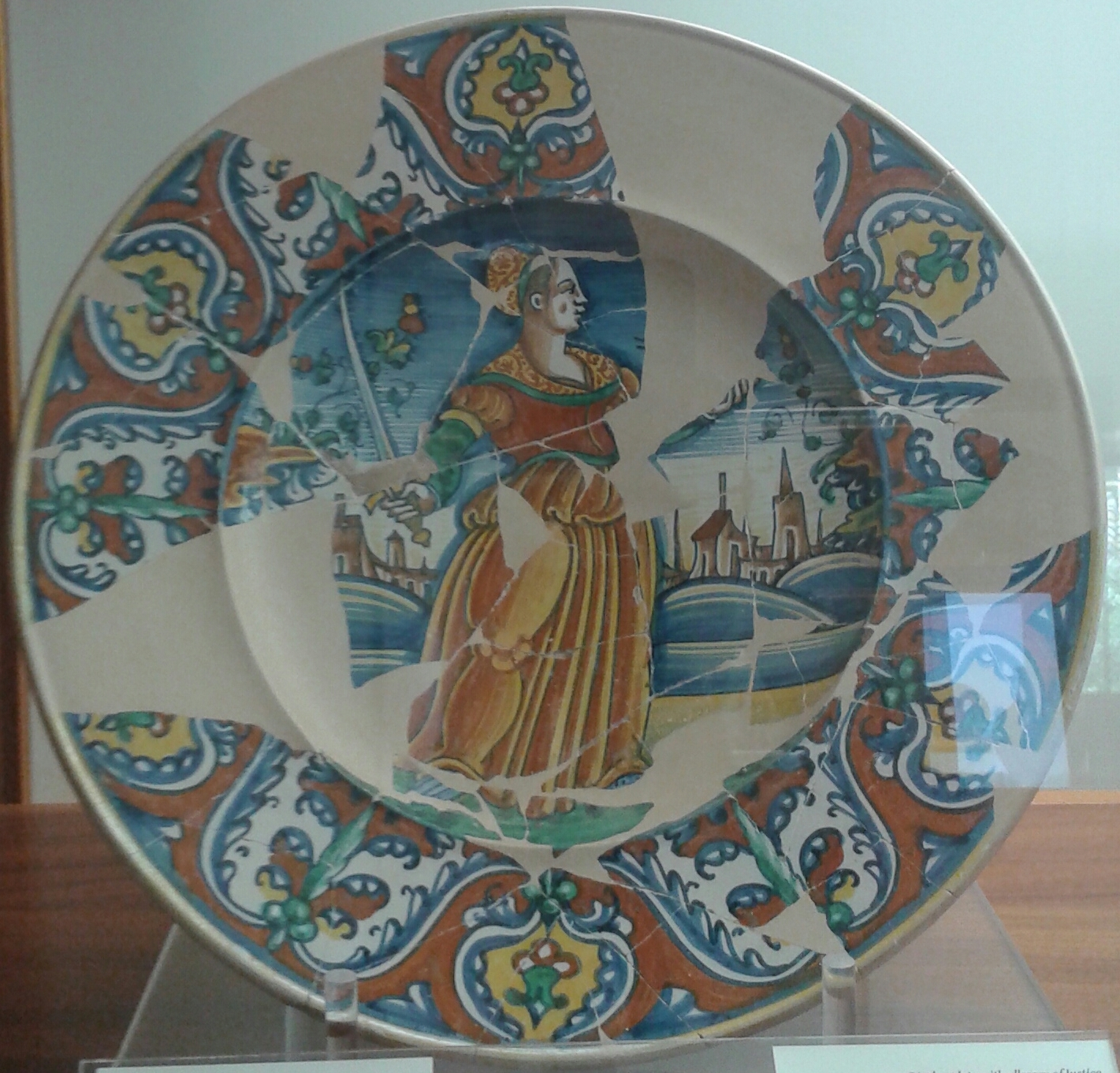
Кераміка Дерути. Майстерня Джакомо Манчіні. Таріль з алегорією «Юстиції» (реставрована)
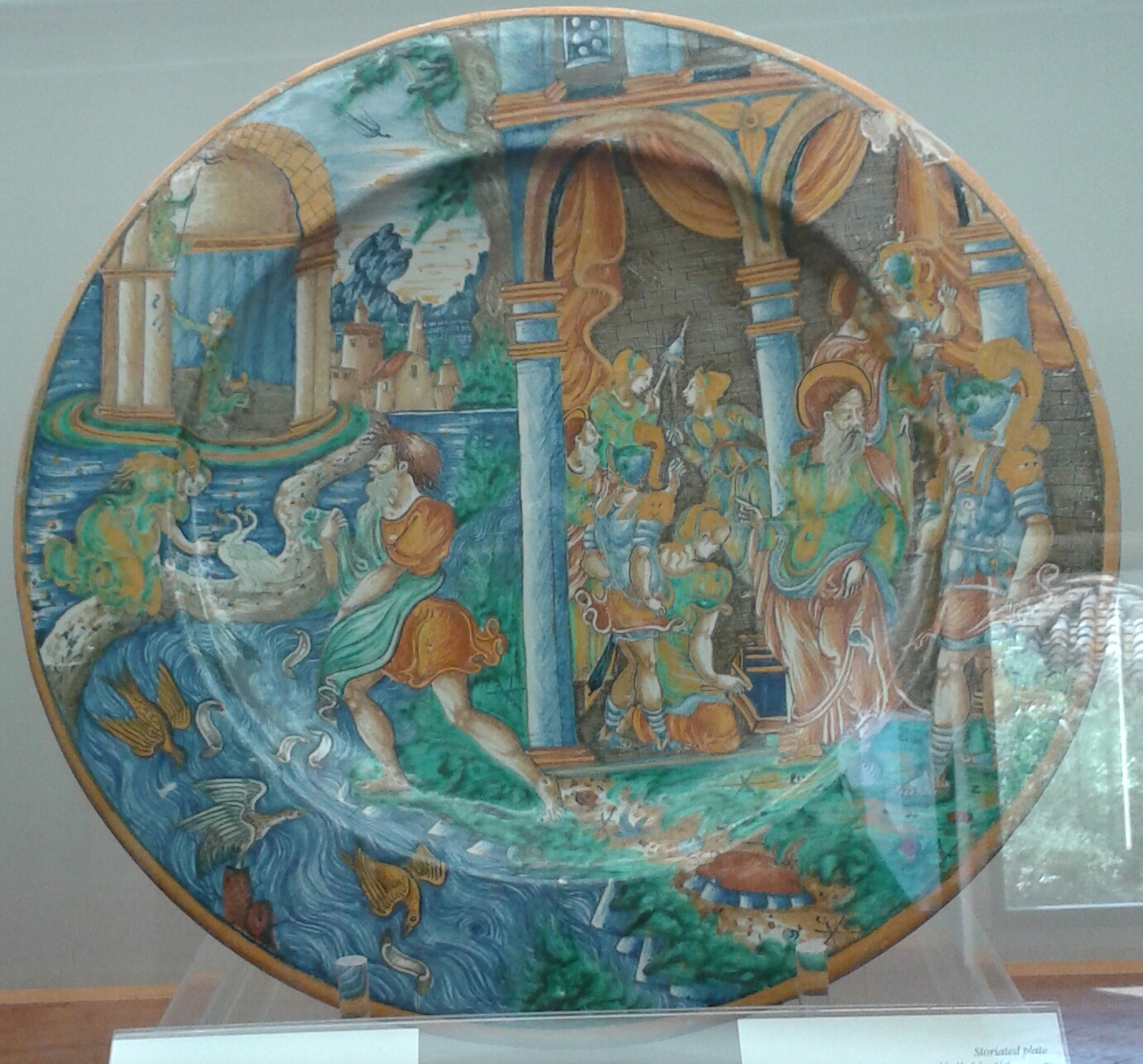
Кераміка Дерути. Майстерня Джакомо Манчіні. Таріль з сакральним та побутовим сюжетом (відмова від орнаменту бордюра)
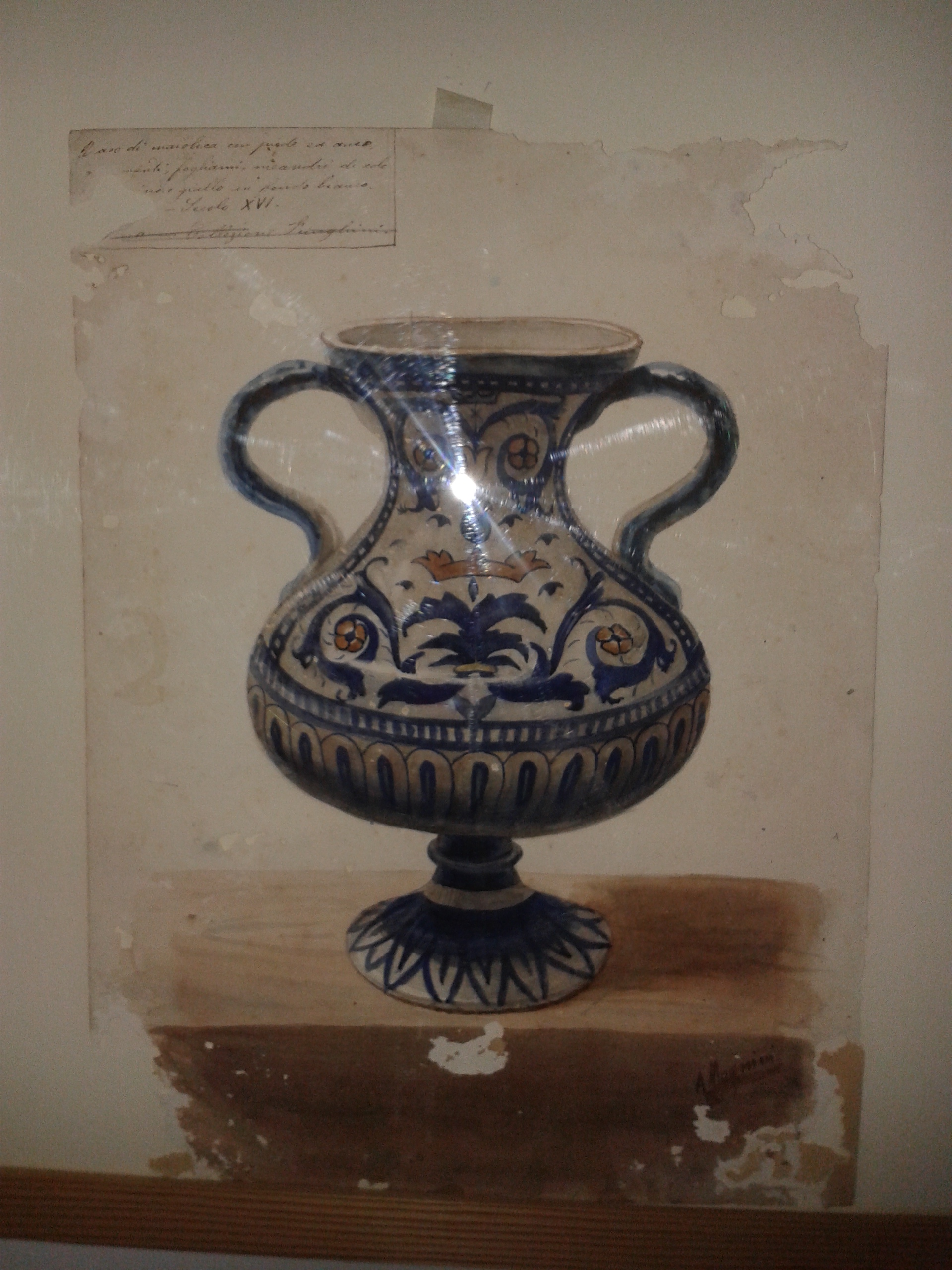
Худ. Альпіноло Маньїні. Акварель, ваза з рослинним орнаментом
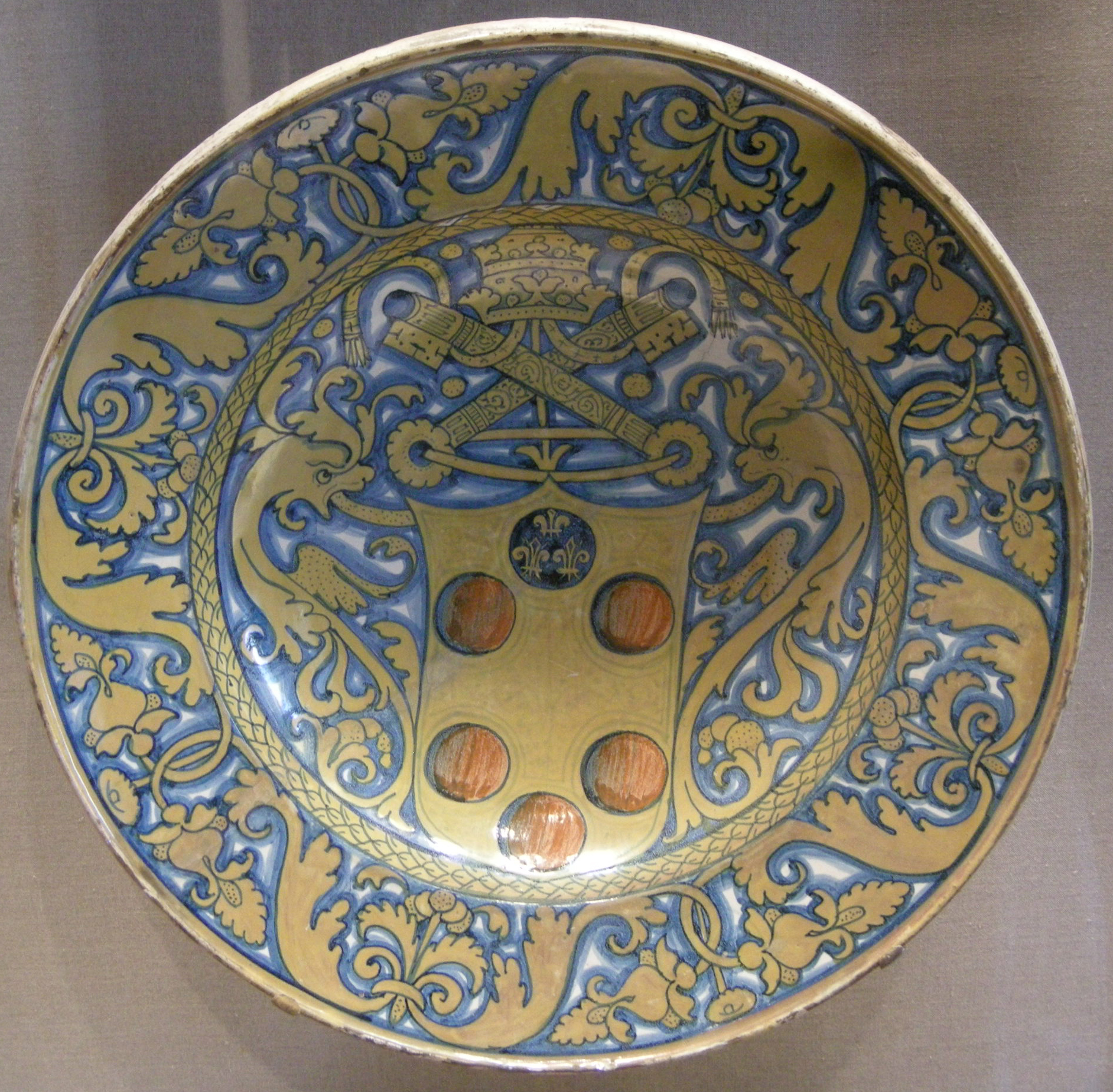
Кераміка Дерути. Таріль з гербом роду Медічі. Національна галерея мистецтва, Вашингтон, США
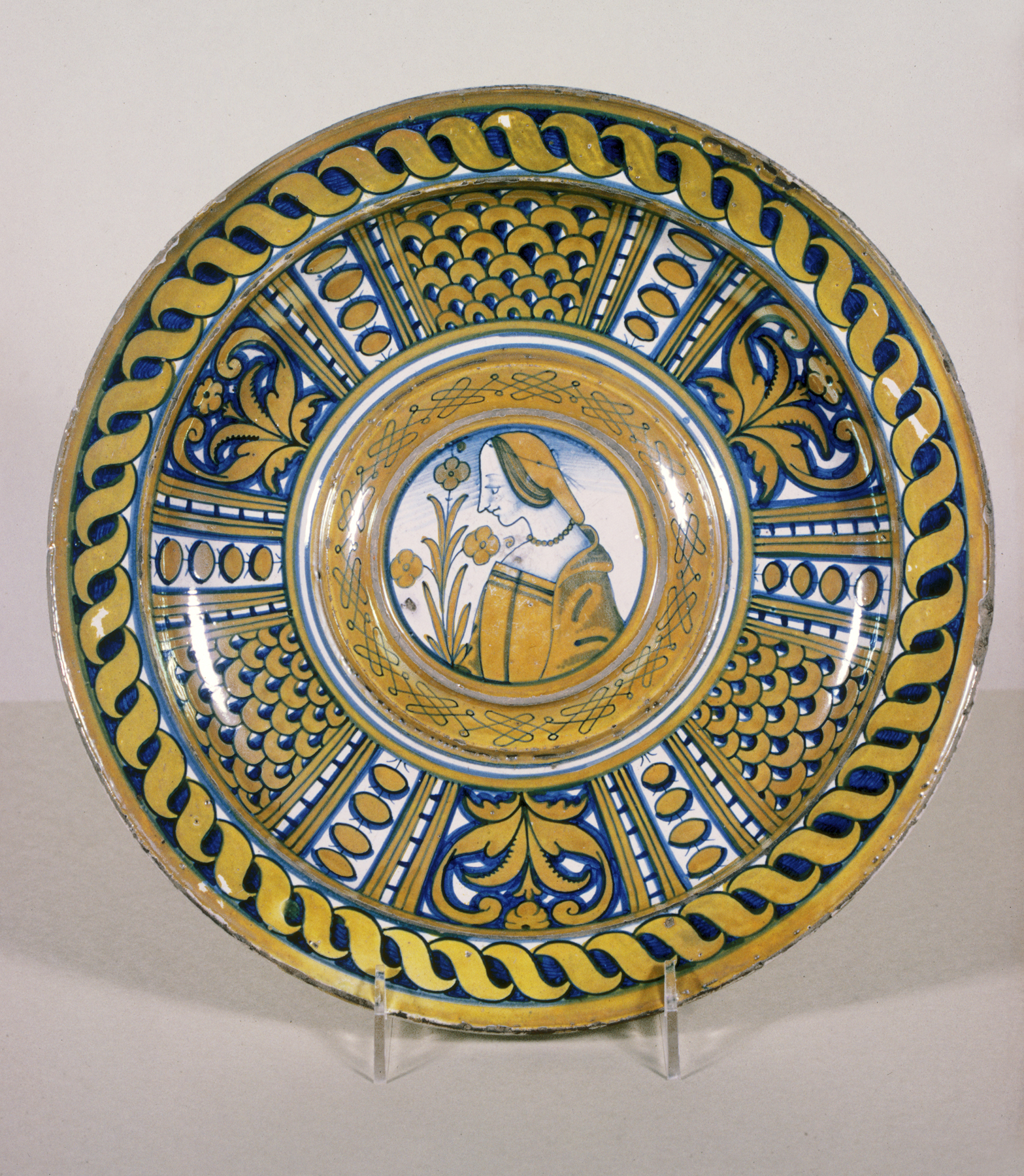
Дерута. Таріль з жіночим профілем, початок 16 ст., Художній музей Волтерс, США.
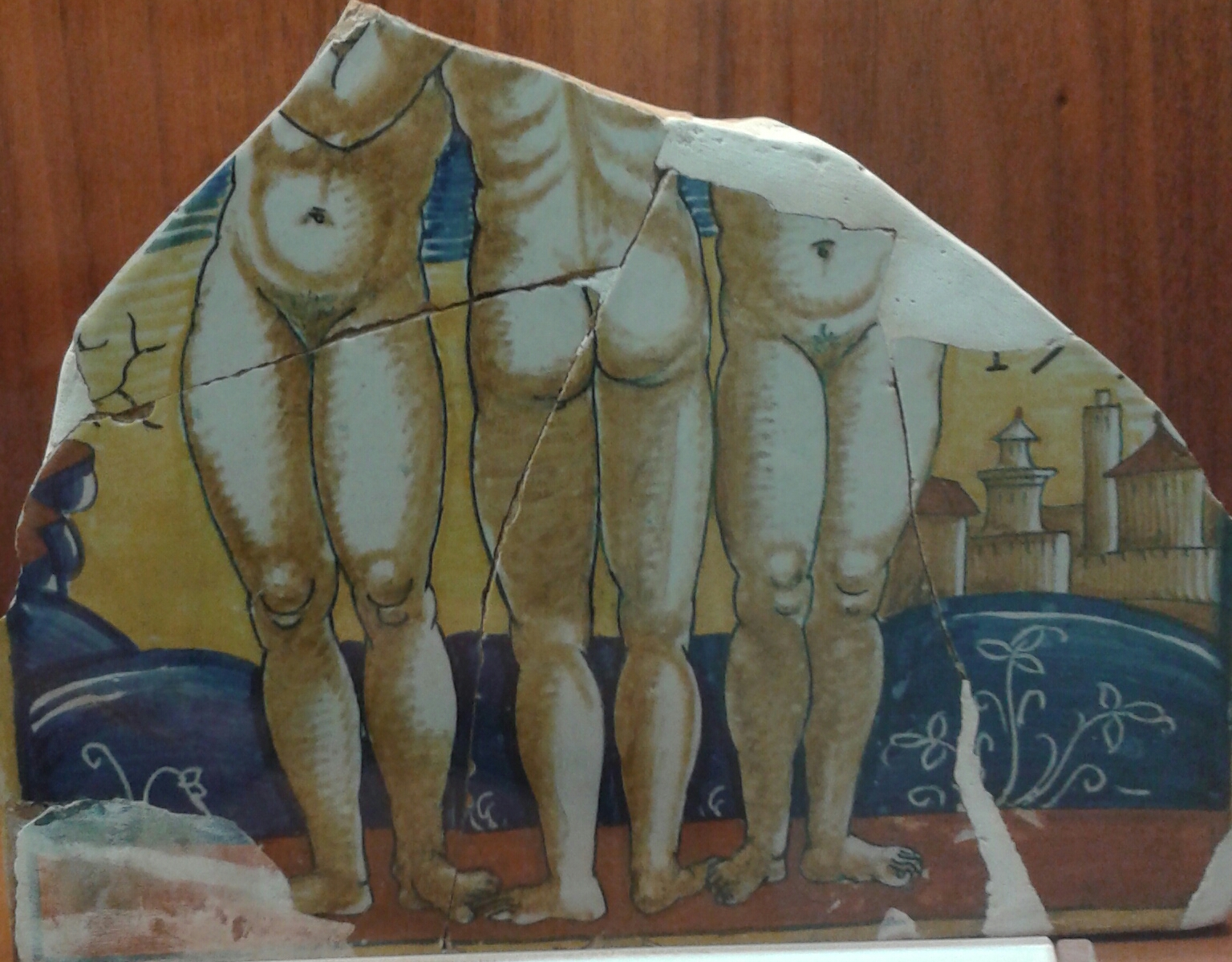
Кераміка Дерути. Майстерня Джакомо Манчіні. Уламок кахлі з трьома граціями
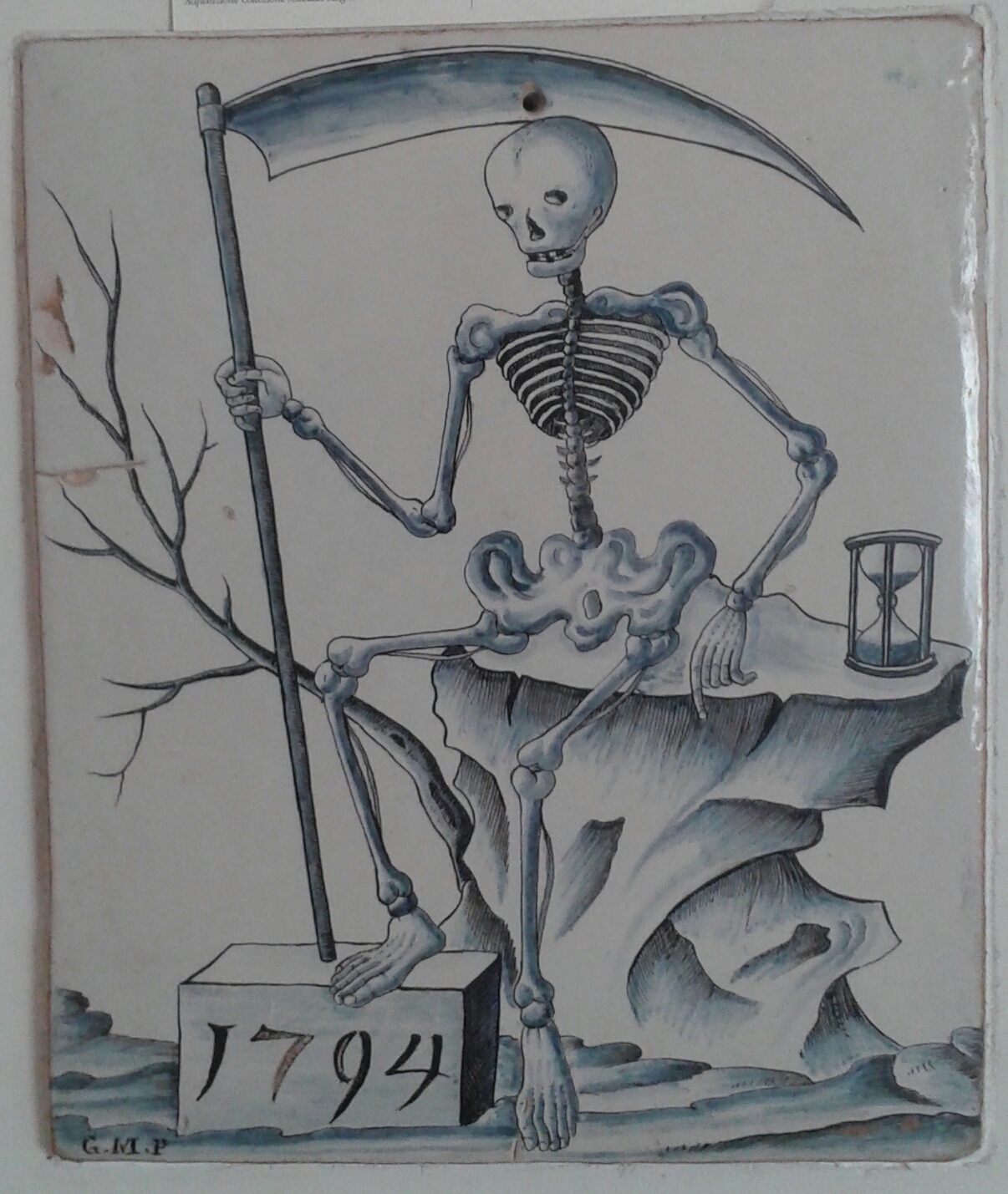
Джованні Мецці. Кахля з алегорією смерті, датована 1794 р.
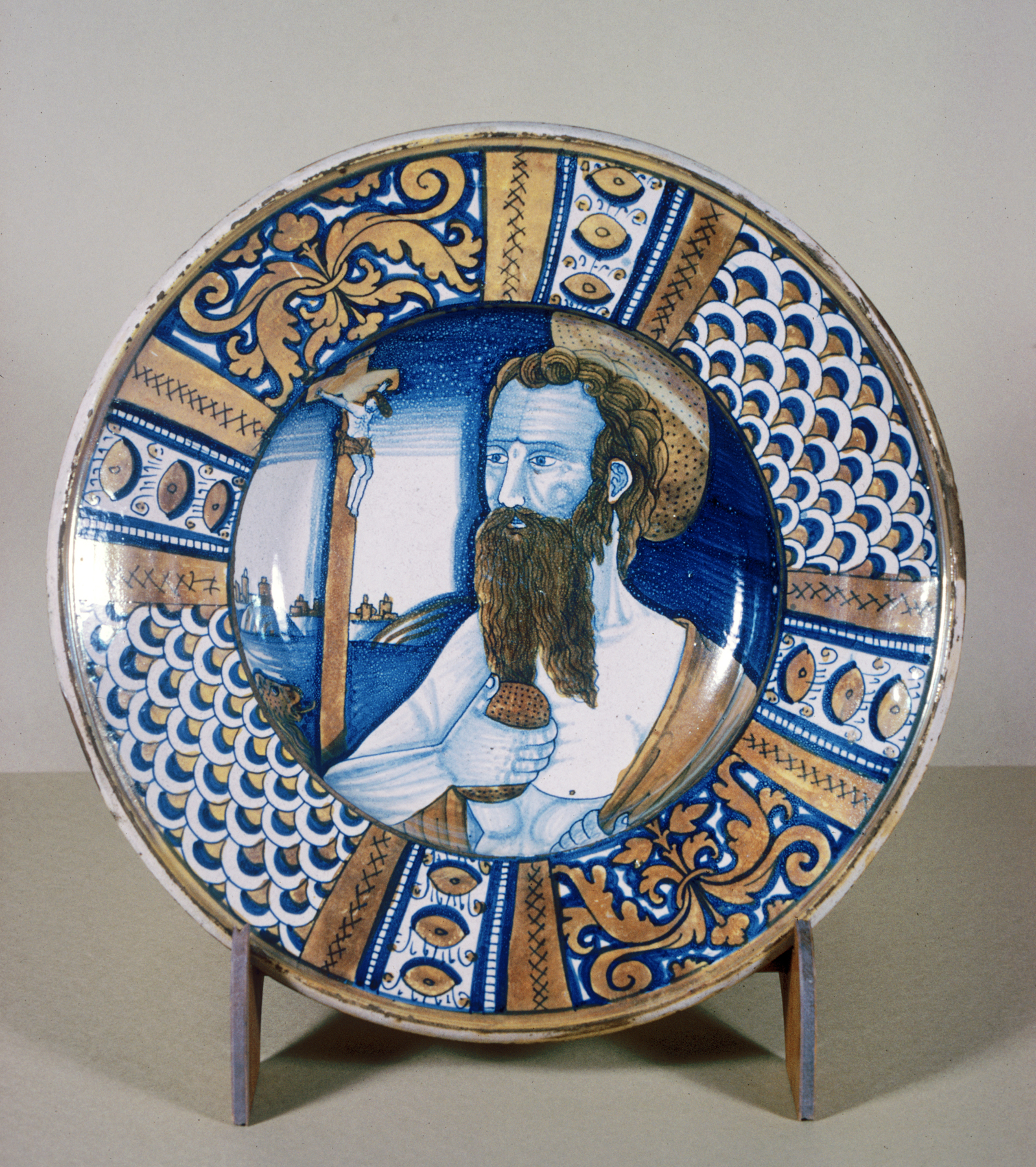
Кераміка Дерути. Таріль з зображенням  каяття св. Єроніма
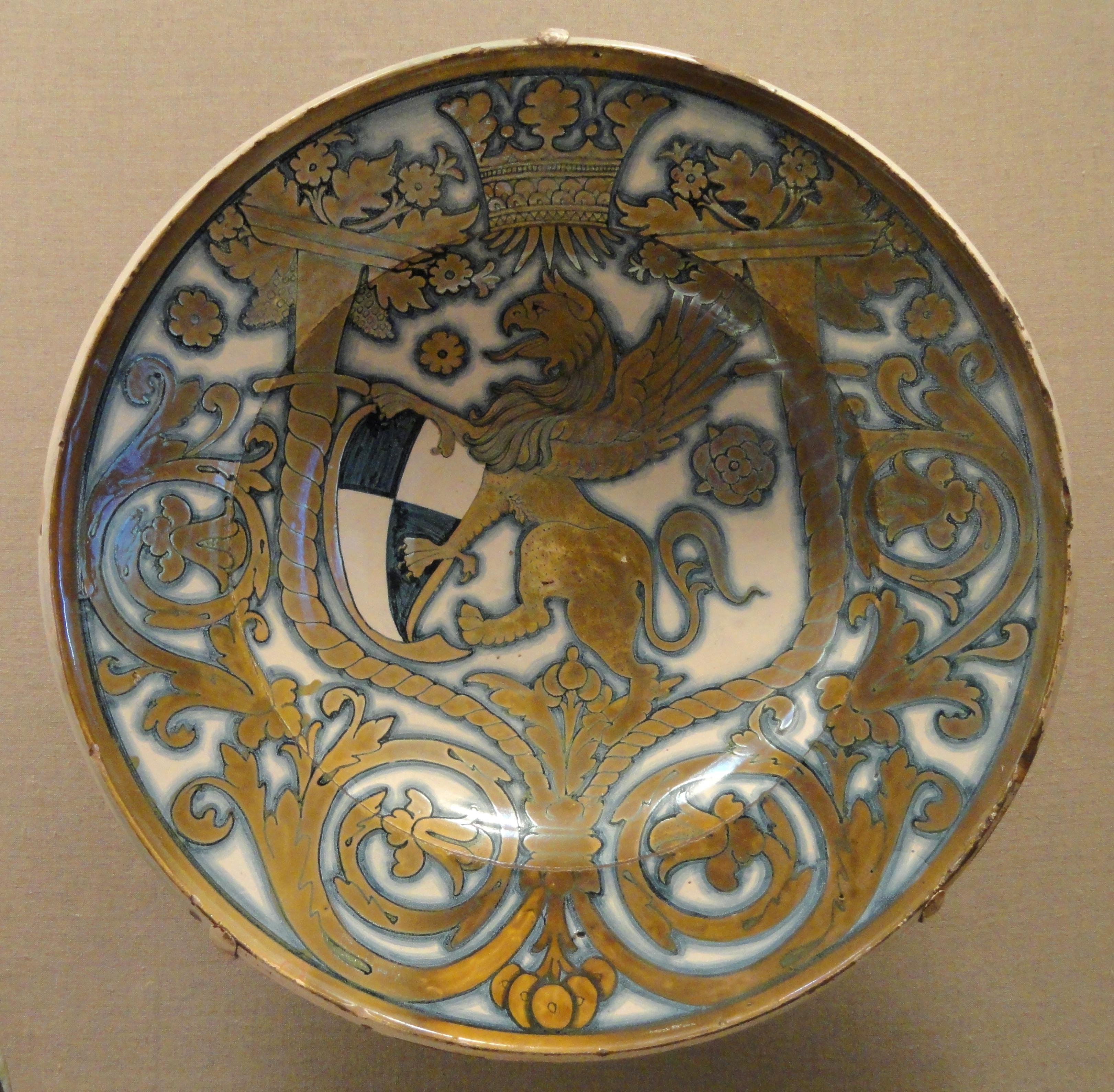
Кераміка Дерути. Таріль з зображенням грифона. Національна галерея мистецтва, Вашингтон, США
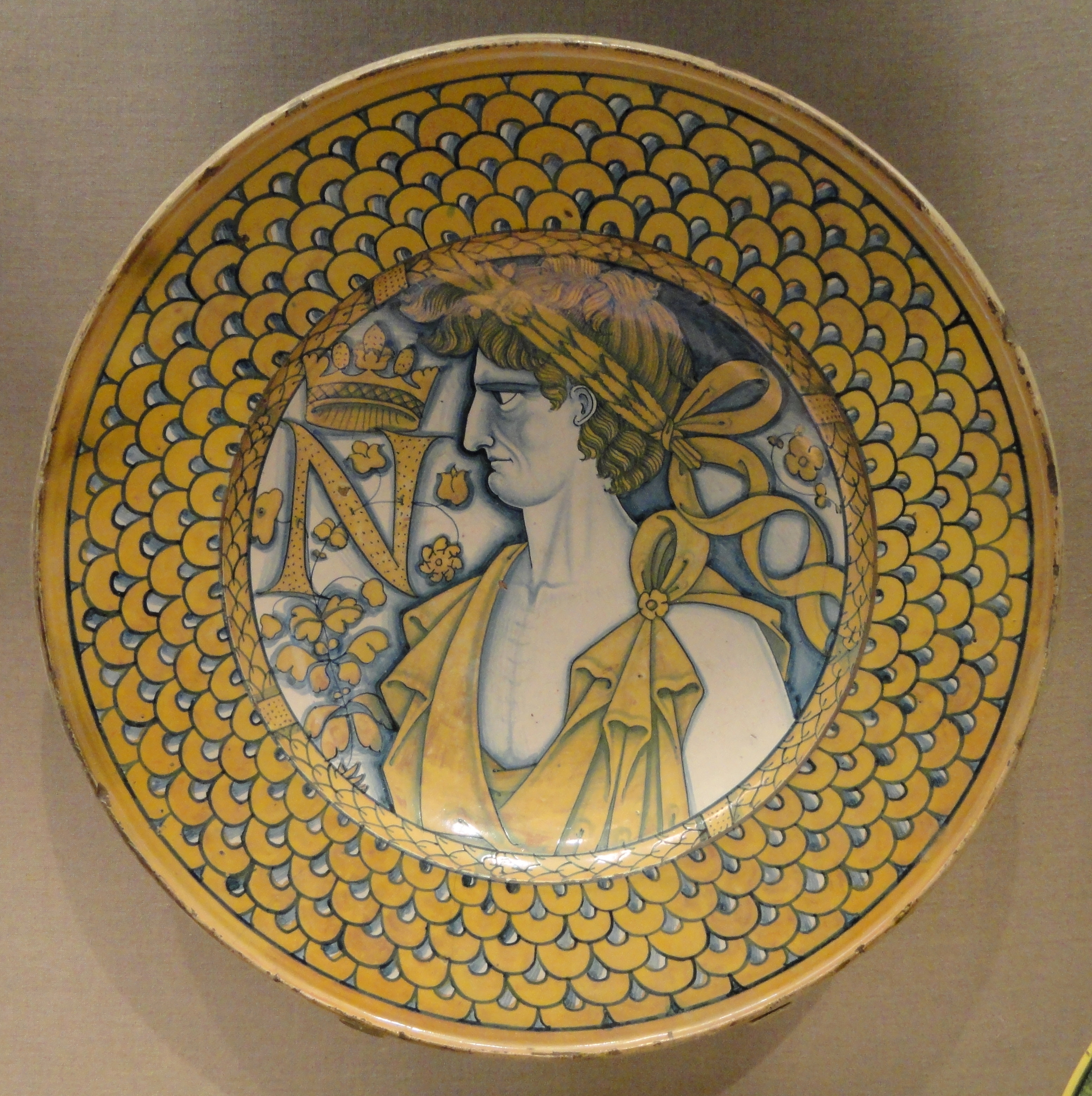
Кераміка Дерути. Таріль з профілем римського імператора та літерою N. Національна галерея мистецтва, Вашингтон, США
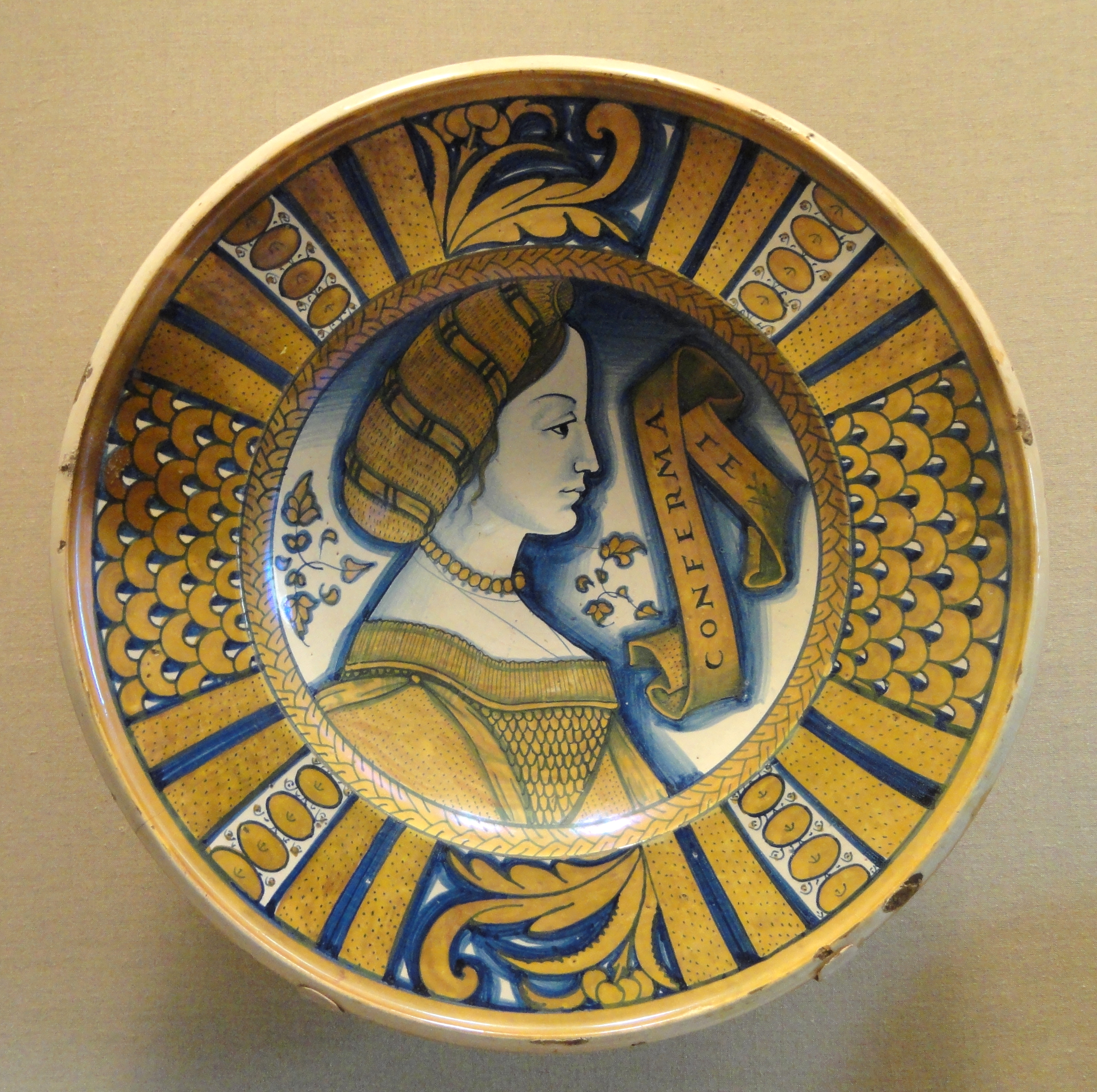
Кераміка Дерути. Таріль з жіночим профілем.  Національна галерея мистецтва, Вашингтон, США